# Pinza de punta redonda

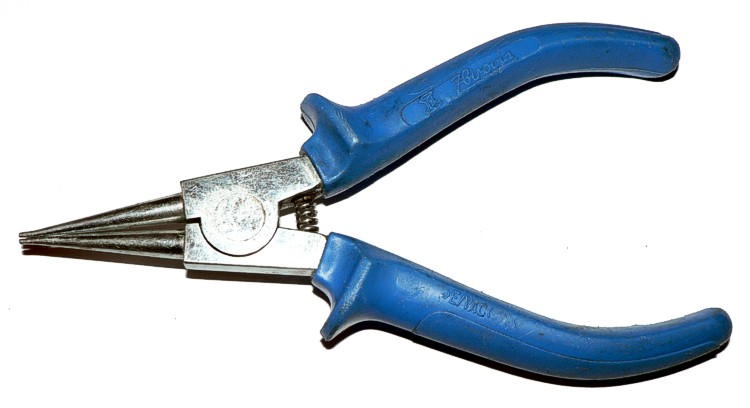
Pinzas de punta redonda

Las pinzas de punta redonda, en el comercio de joyería, son un tipo especializado de pinzas que se caracterizan por sus mordazas de sección transversal aproximadamente redonda, por lo general con un acabado superficial liso y un diámetro que se estrecha hacia las puntas. 

## Usos

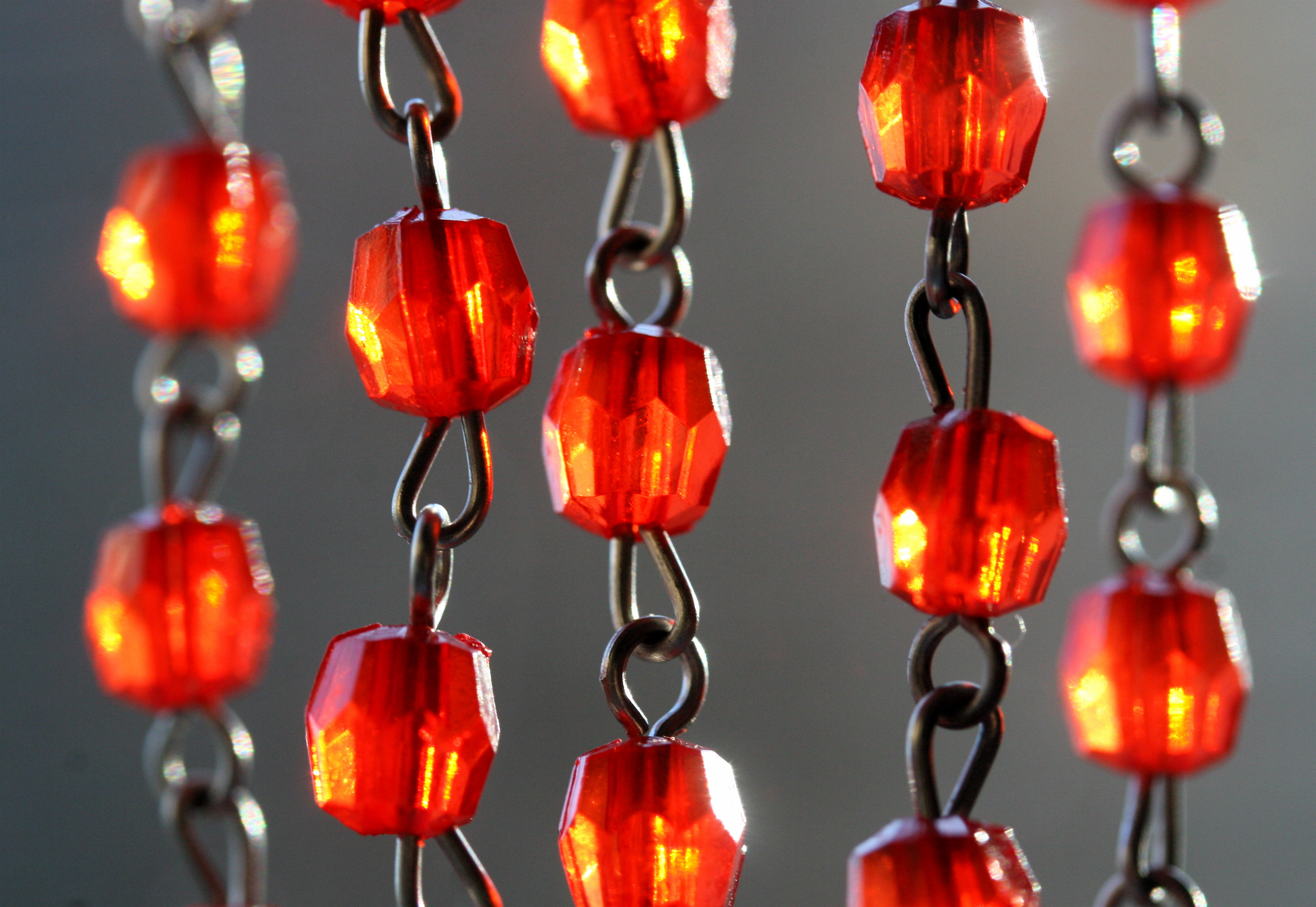
Rosario hecho con cuentas rojas traslúcidas.

Las pinzas de punta redonda se usan comúnmente en la electrónica y el cableado eléctrico para formar un lazo en el extremo de un alambre y en la fabricación de joyas para formar una variedad de curvas en el alambre.

## Variaciones
A menudo, las pinzas de punta redonda tienen mangos aislados para un trabajo eléctrico seguro, una junta con resorte para abrir y cerrar fácilmente y agarres cómodos en los mangos para que sean fáciles de manipular.
Las variaciones particularmente favorecidas por joyeros y orfebres incluyen una de las mordazas planas en lugar de redondas (para hacer cadenas), mordazas de diferentes diámetros o mordazas no cónicas que se utilizan para hacer fornituras como fianzas, anillos de salto y cierres de palanca para artículos portátiles.